# Жарновець (Підкарпатське воєводство)
Жарновець (пол. Żarnowiec) — село в Польщі, у гміні Єдліче Кросненського повіту Підкарпатського воєводства.
Населення — 1118 осіб (2011).
У 1975-1998 роках село належало до Кросненського воєводства.

## Демографія
Демографічна структура станом на 31 березня 2011 року:
|          | Загалом | Допрацездатний вік | Працездатний вік | Постпрацездатний вік |
| -------- | ------- | ------------------ | ---------------- | -------------------- |
| Чоловіки | 561     | 131                | 381              | 49                   |
| Жінки    | 557     | 105                | 351              | 101                  |
| Разом    | 1118    | 236                | 732              | 150                  |